# 팬 잡지

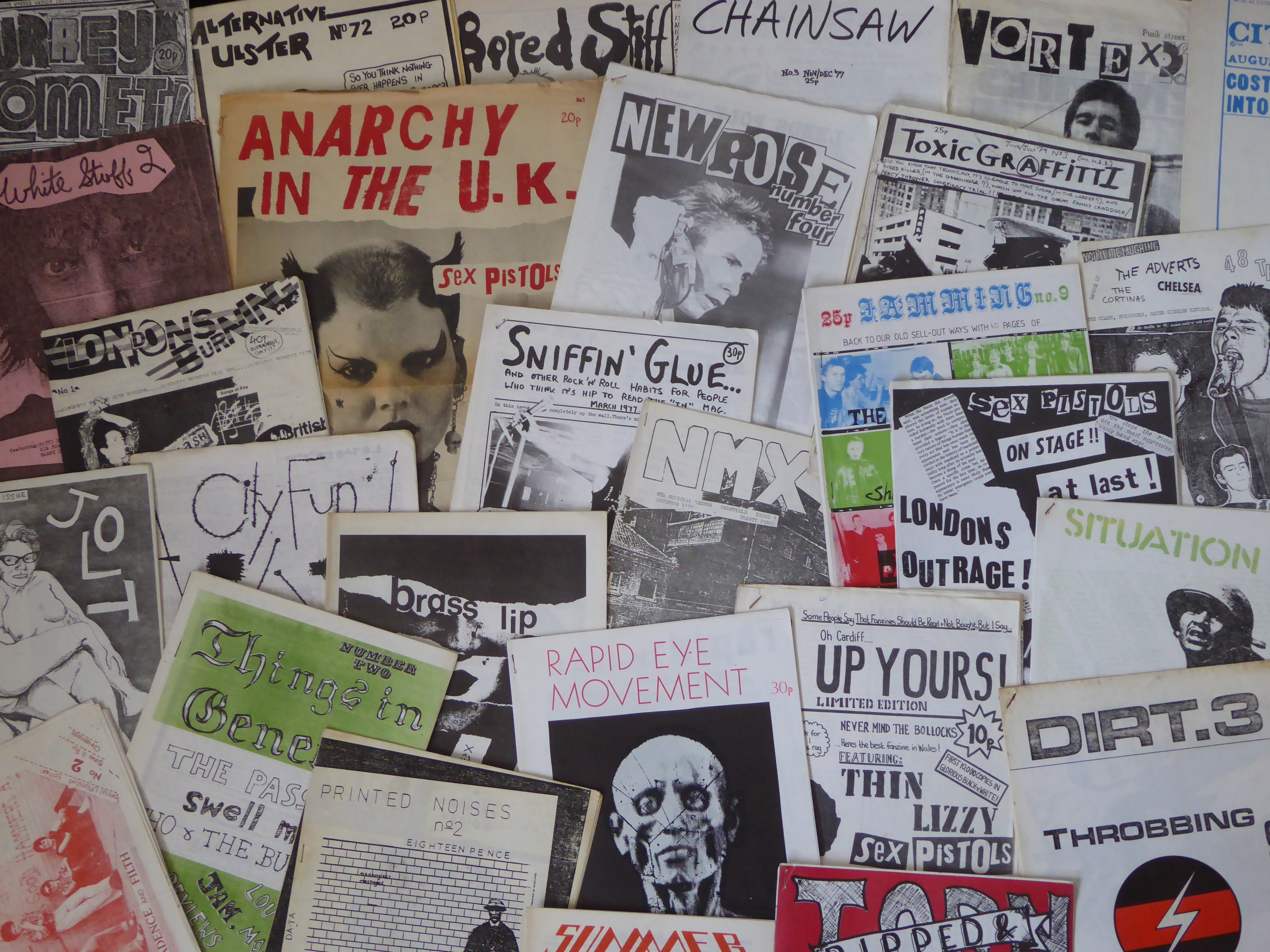

팬 잡지(Fan magazine) 또는 팬진(Fanzine)은 유명인사에 관한 정보, 가쉽 등을 다룬 잡지이다.
특정 문화 현상(예: 문학 또는 음악 장르)의 애호가가 관심사를 공유하는 다른 사람들의 즐거움을 위해 제작한 비전문적이고 비공식적인 간행물이다. 이 용어는 1940년 10월 Russ Chauvenet의 공상과학 팬진에서 만들어졌으며 공상과학 팬덤 내에서 처음 대중화되었으며 거기에서 이 용어는 다른 커뮤니티에서 채택되었다.
일반적으로 발행인, 편집자, 작가 및 팬진에 대한 기사 또는 삽화의 기타 기고자는 보수를 받지 않는다. Fanzine은 전통적으로 무료로 배포되거나 우편 요금이나 제작 비용을 지불하기 위한 명목상의 비용으로 배포된다. 사본은 종종 유사한 출판물 또는 예술, 기사 또는 LoC(Letter of Comment)의 기여에 대한 대가로 제공되며 이후에 출판된다.
일부 동인지는 표준 홈 오피스 장비를 사용하여 아마추어가 타이핑하고 복사한다. 일부 팬진은 전문 출판물("프로진"이라고도 함)으로 발전했으며 많은 전문 작가가 처음으로 팬진에 출판되었다. 일부는 전문적인 평판을 얻은 후에도 계속해서 그들에게 기여한다. fanzine이라는 용어는 때때로 "fan magazine"과 혼동되지만 후자의 용어는 대부분 팬을 위해(팬이 아닌) 상업적으로 제작된 간행물을 나타낸다.

## 같이 보기
- 탁상출판
- 팬덤